# Barking Park

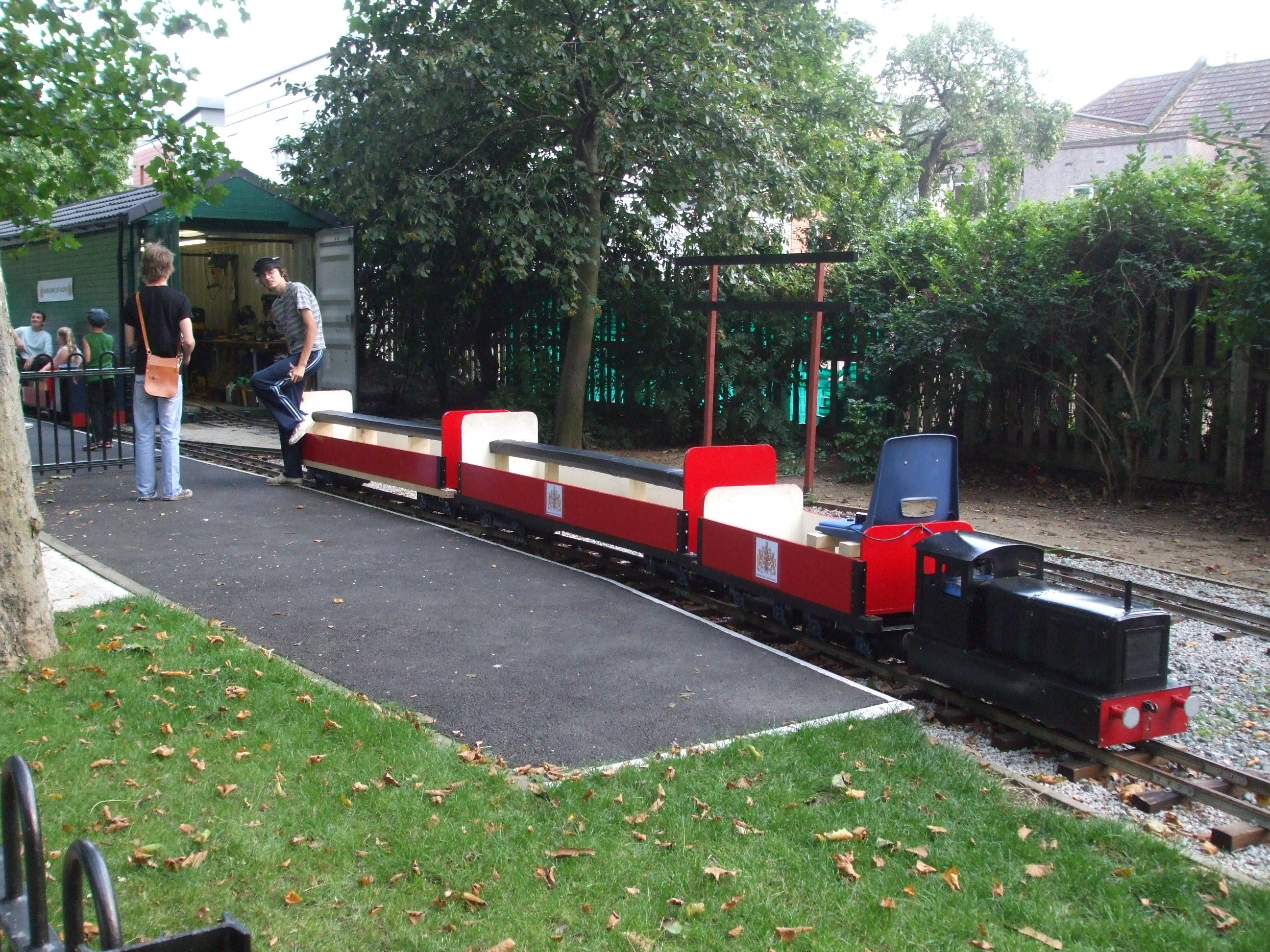
Barking Park Light Railway

Barking Park ist ein Park im Londoner Stadtteil Barking im London Borough of Barking and Dagenham. Der 1896 im viktorianischen Stil angelegte Park umfasst fast 30 Hektar. Ein 910 Meter langer See prägt den Park.

## Barking Park Light Railway
Die Barking Park Light Railway ist eine Miniatureisenbahn im Barking Park mit einer Spurweite von 184 mm.
Die Bahn wurde 2009 eröffnet und verläuft auf der Trasse einer in den 1950er Jahren eröffneten und bis 2005 betrieben Bahn, die in 241-mm-Spur angelegt war.